# Martin Paul Waßmer
Martin Paul Waßmer (* 28. Januar 1966 in Heidelberg) ist ein deutscher Rechtswissenschaftler. Er ist Professor für Straf- und Strafprozessrecht an der Universität zu Köln.

## Werdegang
Nach dem Abitur 1985 und dem Zivildienst beim Deutschen Roten Kreuz studierte er, gefördert durch die Studienstiftung des deutschen Volkes, Rechtswissenschaften und Volkswirtschaftslehre in Heidelberg und Lausanne. 1996 promovierte er bei Thomas Hillenkamp zum Thema Untreue bei Risikogeschäften an der Universität Heidelberg. Nach dem Zweiten Juristischen Staatsexamen 1997 wurde er 1998 als Rechtsanwalt zugelassen. Von 1998 bis 2002 war er wissenschaftlicher Assistent bei Klaus Tiedemann am Institut für Kriminologie und Wirtschaftsstrafrecht. 2006 habilitierte er sich an der Universität Freiburg mit der Schrift Die strafrechtliche Geschäftsherrenhaftung.
Nach Lehrstuhlvertretungen an den Universitäten in Osnabrück, Bayreuth und Köln sowie an der Freien Universität Berlin folgte er im Sommer 2009 einem Ruf an den Lehrstuhl für Straf- und Strafprozessrecht an der Universität zu Köln.
Waßmer hatte Gastprofessuren an der Staatlichen Universität Tiflis (Georgien), der Georgischen Universität für Sozialwissenschaften, der Chinesischen Universität für Politikwissenschaft und Recht in Peking und der Universität Hokkaidō (Japan). Zudem nahm er Forschungsaufenthalte an der Universidad Externado (Kolumbien), der Higher School of Economics (Russland) und der Universidad Diego Portales (Chile) wahr.
Zu seinen Forschungsgebieten zählen das Wirtschafts- und Steuerstrafrecht, insbesondere Bank-, Bilanz- und Kapitalmarktstrafrecht, sowie das Europäische und Internationale Strafrecht, Ordnungswidrigkeitenrecht, Medizinstrafrecht und Ausländerstrafrecht. Er ist u. a. Autor eines Lehrbuchs zum Medizinstrafrecht und wirkt an zahlreichen Kommentaren zum deutschen, europäischen und internationalen (Wirtschafts-)Strafrecht mit.
Die University of Georgia (Tbilisi) verlieh Waßmer 2019 die Ehrendoktorwürde.
Seit Oktober 2021 ist Waßmer Prodekan für Studienangelegenheiten an der Rechtswissenschaftlichen Fakultät der Universität zu Köln.
Waßmer ist verheiratet und Vater von vier Kindern.